# Pyrausta nigritalis
Pyrausta nigritalis là một loài bướm đêm trong họ Crambidae.